# Широколиственный лес в излучине реки Осётр
Широколиственный лес в излучине реки Осётр — памятник природы регионального (областного) значения Московской области, который включает ценные в экологическом, научном и эстетическом отношении природные комплексы, а также природные объекты, нуждающиеся в особой охране для сохранения их естественного состояния:
- естественные лесные и луговые экосистемы долины реки Осётр;
- места произрастания и обитания редких видов растений и животных, занесённых в Красную книгу Российской Федерации и Красную книгу Московской области.

Местонахождение: Московская область, городской округ Зарайск. Памятник природы расположен на левом берегу реки Осётр в излучине реки, в 1 км к востоку-северо-востоку от деревни Иванчиково и в 0,9 км к юго-востоку от деревни Струпна. Площадь памятника природы составляет 167,45 га. Памятник природы включает: квартал 242 и всю левобережную часть квартала 243 Зарайского участкового лесничества Луховицкого лесничества, выдел 87 квартала 8 Луховицкого сельского участкового лесничества Луховицкого лесничества и иные земли.

## Описание
Территория памятника природы находится в районе северной окраины Среднерусской возвышенности на левом берегу реки Осётр в её нижнем течении. Дочетвертичный фундамент территории представлен преимущественно известняками и доломитами среднего карбона, местами перекрытыми верхнеюрскими глинами и песками.
Памятник природы включает левобережный фрагмент долины реки Осётр в районе её меандра с двумя надпойменными террасами и поймами всех уровней, а также фрагменты междуречной эрозионно-денудационной моренно-водно-ледниковой равнины. Абсолютные высоты в пределах памятника природы изменяются от 112 м над уровнем моря (высота среднемеженной отметки воды в русле реки Осётр в северо-западной оконечности территории) до 152 м над уровнем моря (на придолинном участке междуречной равнины в северо-западной окраине памятника природы).
В западной части памятника природы отмечаются возвышенные участки плоской слабонаклонной моренно-водно-ледниковой эрозионно-денудационной равнины, сложенной мореной, с поверхности перекрытой покровными лёссовидными суглинками. Уклоны поверхностей равнины составляют 1—4 градуса.
Площадки надпойменных террас представлены субгоризонтальными и пологонаклонными поверхностями, сложенными древнеаллювиальными отложениями. Площадка второй надпойменной террасы расположена на высотах около 14—18 м над руслом реки Осётр (126—131 м над уровнем моря). В центральной и южной части памятника природы уступ второй надпойменной террасы пологий, а в северной оконечности крутой — до 20—30 градусов.
Площадки первой надпойменной террасы имеют превышение над руслом реки Осётр около 8—11 м (120—124 м над уровнем моря). Уступ первой надпойменной террасы, как правило, крутосклонный — от 15 градусов до 30 градусов.
Основные пойменные поверхности представлены в памятнике природы средней поймой, сформировавшейся на высотах 1,5-2,5 м над руслом реки Осётр. Участки высокой поймы образовались на высотах около 3,5—4 м над руслом, узкие фрагменты низкой — около 0,5 м над руслом. Поверхности поймы, сложенные аллювиальными песчано-суглинистыми отложениями, — плоские, слабоволнистые, субгоризонтальные или наклонные. Ширина поймы в границах памятника природы составляет 20—40 м.
К долине реки Осётр приурочены эрозионные формы овражно-балочного типа, как правило, непродолжительные и развитые в пределах склонов террас. Высота бортов эрозионных форм достигает 5—8 м, крутизна бортов составляет 15—35 градусов (местами до 40—45 градусов). Наиболее протяжённый овраг длиной 600 м сформировался в юго-западной части территории. В днищах и бортах оврагов встречается известняковый обломочный материал в виде глыб, щебня и дресвы. Днища оврагов не имеют постоянных водотоков.
На крутых уступах и прилегающих присклоновых участках террас имеются западины и неглубокие воронки карстово-суффозионного происхождения. Кроме того, в центральных частях террасных площадок и на их склонах различной крутизны образованы более выраженные в рельефе многочисленные воронки (ямы) антропогенного происхождения глубиной до 2 м и с отвалами высотой до 1 м с обильным обломочным материалом в виде известняковых глыб. Зачастую комплексы воронок и отвалов между ними образуют участки неровного бугристо-западинного рельефа с перепадами высот до 3 м.
На склоновых поверхностях памятника природы отмечается активный делювиальный смыв, на наиболее крутых участках — осыпные процессы. Местами выражены оползни.
Общий сток территории памятника природы направлен в реку Осётр (правый приток реки Оки), которая делает здесь меандр диметром около 1,5 км. В пределах памятника природы постоянные водотоки отсутствуют. Отмечаются лишь сочения, местами вскрывающиеся на пойме реки Осётр, преимущественно в южной части территории.
На территории памятника природы на возвышенных участках преобладают серые типы почв, сформировавшиеся под широколиственными лесными массивами. В нижних частях склоновых поверхностей равнин, межхолмовых понижениях, в местах с замедленным дренажем образовались серые глеевые почвы. На переувлажнённых участках днищ балок и оврагов, в местах сочений грунтовых вод отмечаются перегнойно-глеевые почвы. В центральной части поймы реки Осётр выделяются аллювиальные темногумусовые почвы.

### Флора и растительность
На территории памятника природы представлены широколиственные старовозрастные леса и их производные, лесокультуры сосны и ели, суходольные остепнённые луга террас и пойменные луга.
На междуречной равнине и площадках террас развиты старовозрастные широколиственные леса из дуба с берёзой, старые березняки с дубом и липой кустарниковые широкотравные и средневозрастные берёзово-осиновые леса с подростом липы и клёна. Везде обилен подрост липы и клёна платановидного высотой 8—10 м, много подроста рябины. Диаметр стволов старых берёз составляет 45—50 см, дубов — 50—60 см. Отдельные старые дубы имеют диаметр стволов до 70—80 см, рябины — 18-20 см, осины — до 25 см. В травостое обильны виды дубравного широкотравья: сныть, зеленчук жёлтый, копытень европейский, чистяк весенний, медуница неясная, ветреница лютиковая, местами — пролесник многолетний, ландыш майский, будра плющевидная. Единично или группами растут чистец лесной, чина весенняя, овсяница гигантская, редко встречается гнездовка настоящая — редкий и уязвимый вид, не включённый в Красную книгу Московской области, но нуждающийся на территории области в постоянном контроле и наблюдении. По прогалинам много звездчатки жестколистной, иногда — купыря лесного, коротконожки лесной.
Старые вырубки в северо-восточной части леса заросли осинами, берёзой, липой и ивой козьей, здесь много сухостоя, валежа, травяной покров очень разрежен. Сохранились отдельные старые дубы и липы.
В пределах лесного массива есть загущённые лесокультуры ели 50—60-летнего возраста мертвопокровные, поражённые короедом-типографом на 20 процентов. Имеются небольшие участки лесокультур сосны среднего возраста.
По опушкам широколиственных лесов на уступах террас развиты средневозрастные берёзовые леса с осиной лещиновые широкотравные с подростом рябины, черёмухи и клёна платановидного и разнотравно-злаковые березняки. Здесь много жимолости лесной, реже — бересклета бородавчатого, а по нарушенным участкам — малины. В травяном покрове сомкнутых участков господствуют обычные виды широкотравья, группами встречается чина весенняя, фиалка душистая. На опушках и в светлых березняках растут примула весенняя, или первоцвет, земляника лесная, пахучка обыкновенная, фиалки опушённая и душистая, чина лесная, хатьма тюрингенская, будра, лютик золотистый, вербейник монетчатый и различные луговые злаки: ежа сборная, полевица обыкновенная, мятлик узколистный, овсяницы красная и луговая, пятна вейника наземного. Редкие и уязвимые виды — земляника мускусная и колокольчик персиколистный.
На пологих террасных склонах в северной части лесного массива встречаются березово-липовые и липовые волосистоосоковые леса с подростом клёна, дубравным широкотравьем и эфемероидами.
Леса уступов террас долины реки Осётр образованы клёном платановидным, липой, вязом гладким, берёзой, осиной и дубом. Есть участки с преобладанием липы или клёна, местами доминируют осина и берёза. Старые дубы, вязы и берёзы на крутых склонах коренного берега имеют значительный возраст и диаметр стволов — в среднем 45—50 см, реже до 80 см. В подросте много клёна и липы, местами черёмухи. Кустарниковый ярус формируют лещина и жимолость, на более крутых склонах обилен бересклет бородавчатый, редко встречается калина обыкновенная. В травяном ярусе обильны типичные виды дубравного широкотравья, местами растут ландыш, фиалка удивительная, хохлатка плотная, чистяк весенний, гусиный лук малый, адокса мускусная. Изредка встречаются колокольчик крапиволистный и борец шерстистоустый, редкие и уязвимые виды, не включённые в Красную книгу Московской области, но нуждающиеся на территории области в постоянном контроле и наблюдении, а также купена многоцветковая, яснотка крапчатая, будра плющевидная, перловник поникший, мятлик дубравный. В нижних частях склонов обитает омфалодес, или пупочник ползучий, занесённый в Красную книгу Московской области.
Здесь же в местах близкого залегания известняков встречаются два редких и охраняемых вида мхов, занесённых в Красную книгу Московской области: аномодон длиннолистный и аномодон плетевидный.
По склонам многочисленных оврагов обильны липа (диаметр стволов 40—45 см), клён и вяз, травяной ярус образован видами дубравного широкотравья, эфемероидами, нередко имеются заросли хвоща зимующего. В лесах некоторых оврагов к востоку от д. Иванчиково произрастает хохлатка Маршалла — вид, занесённый в Красную книгу Московской области.
В нижних частях уступов террас и в тыловой части поймы чередуются участки лугов, группы деревьев и кустарников, а также заросли влажнотравья и высокотравья в местах сочений подсклоновых грунтовых вод. Здесь растут ивы козья и пепельная, яблоня лесная, груша обыкновенная, рябина, берёза, ольха чёрная, отдельные дубы, вязы, а из кустарников — крушины ломкая и слабительная (жёстер), лещина, бересклет бородавчатый, ежевика сизая. По прогалинам и опушкам встречаются колокольчики крапиволистный и рапунцелевидный, чина лесная, астрагалы солодколистный и нутовый, будра плющевидная, обильна фиалка горная. На самых открытых участках растут душица обыкновенная, колокольчик скученный, жабрица порезниковая, таволга обыкновенная, осоки опушённая и соседняя, шалфей луговой (редкий уязвимый вид, не включённый в Красную книгу Московской области, но нуждающийся на территории области в постоянном контроле и наблюдении), редко — котовник венгерский, или голый, — редкий вид, занесённый в Красную книгу Московской области.
В местах сочений обилен кипрей волосистый, камыш лесной, хвощ луговой, таволга вязолистная, зюзник европейский, вербейник обыкновенный, пятнами растёт крапива двудомная, норичник теневой, или крылатый, — редкий вид, занесённый в Красную книгу Московской области. Иногда здесь встречается группами тростник южный, чистец болотный, мягковолосник водяной.
В местах, где сформировались участки узкой поймы, между лесами на уступах террас и рекой растут старые ивы ломкие, черёмуха, есть заросли ежевики, крапивы, сныти, купыря лесного, борщевика сибирского, лопуха паутинистого и лесного, дудника лекарственного (дягиля), недотроги железистой, подмаренника приручейного, крестовника приречного, изредка встречается гулявник прямой (редкий уязвимый вид, не включённый в Красную книгу Московской области, но нуждающийся на территории области в постоянном контроле и наблюдении).
На остепнённых лугах террас и их склонов представлены разнотравно-мятликовые луга с доминированием мятлика узколистного, земляники зелёной, или клубники, таволги обыкновенной, вероники широколистной и хвоща лугового. Здесь встречаются также полевица тонкая, буквица лекарственная, подмаренники настоящий и мягкий, василёк фригийский, василёк луговой, колокольчик скученный, репешок обыкновенный, бедренец камнеломка, короставник полевой, гвоздика Фишера, клевер горный, жабрица однолетняя, черноголовка обыкновенная, крестовник Якова, смолка липкая, тысячелистник обыкновенный, зверобой продырявленный, горошек мышиный, лапчатка серебристая, кульбаба шершавоволосистая, синеголовник плосколистный, мордовник круглоголовый, вьюнок полевой, вероника дубравная, душистый колосок, бодяк польский, осока соседняя и горечавка крестовидная, или перекрёстнолистная (вид, занесённый в Красную книгу Московской области).
На пойменных лугах, кроме этих видов, встречаются тимофеевка степная, шалфей луговой, колокольчик круглолистный, трясунка средняя, нивяник обыкновенный, лядвенец рогатый, луки огородный и круглый, коровяк метельчатый, молочай прутьевидный, колокольчик рапунцелевидный, ястребинки луговая и зонтичная.
Некоторые участки пойменных лугов — кострецово-крапивные, ежово-купыревые с полынью обыкновенной, борщевиком сибирским, хатьмой тюрингенской, василистником жёлтым, геранью луговой, мордовником круглоголовым, подмаренником приручейным, лисохвостом луговым, пустырником пятилопастным.
Пойменные луга разнотравно-злаковые с доминированием костреца безостого, ежи, овсяницы красной, тимофеевки луговой, вейника наземного и других злаков в северной части памятника природы зарастают берёзой, осиной, ивой козьей и яблоней. В травяном покрове много василька лугового, пижмы обыкновенной, цикория обыкновенного, бодяка полевого, тысячелистника обыкновенного, зверобоя продырявленного, встречаются буквица лекарственная, вероники широколистная и дубравная, свербига восточная, герань луговая, фиалка собачья, подмаренник мягкий, земляника зелёная, крестовник Якова, осока соседняя, будра плющевидная, горошек мышиный, черноголовка обыкновенная, борщевик сибирский, короставник полевой, колокольчики раскидистый и болонский (редкий уязвимый вид, не включённый в Красную книгу Московской области, но нуждающийся на территории области в постоянном контроле и наблюдении), щавель конский и пирамидальный, коровяк чёрный, репешок обыкновенный.
На низкой пойме по берегу реки растут ивы белая и ломкая, ольха чёрная и их подрост, таволга вязолистная, дудник лекарственный, эхиноцистис дольчатый, вероника длиннолистная, дербенник иволистный, камыш лесной, повой заборный, осока острая. У самой воды растут ежеголовник всплывший, сусак зонтичный, двукисточник тростниковидный, стрелолист обыкновенный и манник большой, а в воде — кубышка жёлтая, рдесты пронзённолистный и гребенчатый.

### Фауна
Животный мир памятника природы отличается хорошей сохранностью и репрезентативностью для соответствующих природных сообществ юга Московской области. На территории памятника природы обитают 73 вида позвоночных животных, относящихся к 16 отрядам четырёх классов, в том числе три вида амфибий, два вида пресмыкающихся, 56 видов птиц и 12 видов млекопитающих. Ввиду отсутствия сколько-нибудь существенных водоёмов в границах памятника природы ихтиофауна на его территории не представлена.
Основу фаунистического комплекса наземных позвоночных животных территории составляют характерные виды лесных и лугово-полевых местообитаний. В границах памятника природы выделяются три основных зоокомплекса (зооформации): лиственных и смешанных лесов; открытых местообитаний и водно-болотных местообитаний.
Зооформация лиственных и смешанных лесов, распространённая в широколиственных, мелколиственных и смешанных лесах разных типов, занимает большую часть территории памятника природы. Здесь распространены следующие виды позвоночных животных: травяная лягушка, серая жаба, обыкновенная кукушка, вяхирь, желна, большой пёстрый дятел, зяблик, зарянка, певчий дрозд, рябинник, чёрный дрозд, белобровик, черноголовая славка, пеночка-весничка, пеночка-теньковка, пеночка-трещотка, иволга, мухоловка-пеструшка, серая мухоловка, ворон, сойка, обыкновенный поползень, обыкновенная пищуха, большая синица, обыкновенная лазоревка, лесная куница, заяц-беляк, обыкновенная белка, малая лесная мышь.
В старом широколиственном лесу с преобладанием дуба в южной части памятника природы встречается средний пёстрый дятел — вид, занесённый в Красную книгу Российской Федерации и в Красную книгу Московской области. В сходных местообитаниях в спелых широколиственных лесах и осинниках встречаются седой дятел, слизень чёрно-синий и оса лесная — виды, занесённые в Красную книгу Московской области.
По лугам в долине реки Осётр, лесным полянам и опушкам территории памятника природы обычны: канюк, обыкновенная овсянка, чечевица, черноголовый щегол, коноплянка, зеленушка, лесной конёк, белая трясогузка, полевой жаворонок, сорокопут-жулан, луговой чекан, серая славка, обыкновенный скворец, сорока и другие. Реже встречаются пустельга, золотистая щурка, перепел и серая куропатка (редкий уязвимый вид, не включённый в Красную книгу Московской области, но нуждающийся на территории области в постоянном контроле и наблюдении). Среди млекопитающих в этих сообществах наиболее обычны пашенная полёвка и обыкновенный крот. По опушкам светлых лесов, полянам и лугам встречаются редкие виды насекомых — перламутровка дафна, или малинная, шашечница диамина, махаон и пилохвост восточный, занесённые в Красную книгу Московской области. Среди охраняемых видов позвоночных в этом типе местообитаний встречаются прыткая ящерица, обыкновенная гадюка и луговой лунь, занесённые в Красную книгу Московской области.
Пойма реки Осётр является местом обитания видов водно-болотного фаунистического комплекса. Здесь довольно многочисленны травяные и озёрные лягушки. Среди птиц в этих биотопах обычны: перевозчик, сизая чайка, кряква, болотный лунь, ласточка-береговушка, садовая камышевка, речной сверчок, садовая славка. В пойме реки Осётр обитает чёрный коршун, занесённый в Красную книгу Московской области. Из млекопитающих здесь отмечены: американская норка, речной бобр и многие луговые и лесные виды.
На всей территории памятника природы обитают: тетеревятник, обыкновенная лисица, горностай, ласка, кабан.
К окраинам населённых пунктов, соседствующих с территорией памятника природы, тяготеют: серая ворона, деревенская ласточка и ряд луговых видов.

## Объекты особой охраны памятника природы
Охраняемые экосистемы: старовозрастные широколиственные широкотравные леса и их производные берёзово-осиновые с дубом, липой и клёном; остепенённые суходольные луга террас, пойменные луга.
Охраняемые в Московской области, а также иные редкие и уязвимые виды растений и их местообитания:
- виды, занесённые в Красную книгу Московской области: хохлатка Маршалла, омфалодес, или пупочник ползучий, горечавка крестовидная, или перекрёстнолистная, котовник венгерский, или голый, норичник теневой, или крылатый, аномодон длиннолистный и аномодон плетевидный;
- виды, являющиеся редкими и уязвимыми таксонами, не включённые в Красную книгу Московской области, но нуждающиеся на территории области в постоянном контроле и наблюдении: земляника мускусная, колокольчики широколистный, крапиволистный, персиколистный и болонский, гнездовка настоящая, гулявник прямой, шалфей луговой, борец шерстистоустый.

Охраняемые в Московской области, а также иные редкие и уязвимые виды животных и их местообитания:
- вид, занесённый в Красную книгу Российской Федерации и в Красную книгу Московской области: средний пёстрый дятел;
- виды, занесённые в Красную книгу Московской области: слизень чёрно-синий, оса лесная, махаон, перламутровка дафна, или малинная, шашечница диамина, пилохвост восточный, прыткая ящерица, обыкновенная гадюка, луговой лунь, чёрный коршун, седой дятел;
- виды, являющиеся редкими и уязвимыми таксонами, не внесёнными в Красную книгу Московской области, но нуждающимися на территории области в постоянном контроле и наблюдении: золотистая щурка, перепел, серая куропатка, пустельга.